# Kostel svatého Vavřince (Bělovicko)
Římskokatolický kostel svatého Vavřince je dřevěná svatyně obklopená hřbitovem v centru obce Bělovicko v okrese Bílsko-Bělá v Polsku. Kostel je od roku 1980 farním, kdy se bělovická farnost vydělila z farnosti hradecké. Kostel je zapsán na seznamu kulturních památek slezského vojvodství pod číslem 862/68 z 19. června 1968, A-139/76 z 6. září 1976 a A-140/76 z 6. září 1976. a je součástí Stezky dřevěné architektury v Slezském vojvodství na pszczynském okruhu.

## Historie
Až donedávna se myslelo, že kostel byl postaven v letech 1701-1702 kdy nahradil starší kostel, ovšem dle dendrochronologického průzkumu z roku 2009 byla doba výstavby posunuta o 150 let nazpět, konkrétně do roku 1541. V 16. století je poprvé připomínána bělovická farnost. Ta je později v držení luteránů, kterým byla odebrána roku 1652. Kostel se však již nestal farním, ale filiálním. Patřil pod faru skočovskou, od roku 1781 pod hradeckou. Roku 1980 byla obnovena samostatná farnost bělovická. Roku 1701 prošel kostel celkovou přestavbou v duchu baroka, znovu byl opraven roku 1773. Další opravy proběhly v roce 1752, 1797 a 1929. V roce 1950 byl zchátralý kostel restaurován pod dohledem památkářů. Poslední rekonstrukce proběhla v roce 2009, kdy byl proveden i dendrochronologický průzkum, který odhalil datum vzniku kostela. Zasvěcení původního kostela není známé, dnešní zasvěcení svatému Vavřinci pochází z roku 1756, kdy město Skočov postihl veliký požár. Pouť se koná každoročně nejbližší neděli po 10. srpnu.

## Architektura
Kostel sv. Vavřince je jednolodní orientovaná roubená stavba položena na kamenné podezdívce. Roubení je chráněno před povětrnostními vlivy pobitím dřevěným šindelem. Chrámová loď obdélníková přechází do sníženého polygonálního kněžiště (trojboký závěr). K ní přiléhá na severní straně malá obdélníková sakristie. V jižní části lodi je vchod s portálem v podobě oslího hřbetu s pultovou střechou. Celý kostel je obehnán krytou podsíni, takzvanou sobotou, která je uzavřená, bedněná deskami. V západním průčelí je vsazena věž zvonice. Věž má čtvercový půdorys, sloupovo-rámovou konstrukcí a zvonovým patrem. Podvěžím prochází vstup. Věž je ukončená cibulovitou střechou krytou šindelem. Střecha lodi je strmá sedlová, krytá dřevěným šindelem. Boční portál kostela je z 18. století. Na dveřích se zachovalo původní barokní kování.

## Interiér
V západní části lodi je barokní hudební kruchta podepřená dvěma sloupy. Kruchta má balustrádový parapet vybíhající uprostřed. Horní trám vítězného oblouku mezi lodí a kněžištěm nese nápis Święty Wawrzyńcze – módl się za nami (Svatý Vavřinče, oroduj za nás). V interiéru kostela je plochý strop podpíraný sloupy, v kněžišti je strop valený. Hlavní oltář je klasicistický z 19. století s renezančním triptychem z 16. století. V centrální části oltářního triptychu se nachází scéna tzv. Sacra Conversazione (svatá rozmluva) představující Pannu Marii ve společnosti sv. Petra a sv. Vavřince. Na křídlech triptychu jsou obrazy sv. Kateřiny a sv. Barbory. Triptych pravděpodobně pochází z původního zařízení z roku 1541.
Barokní ambon z roku 1701 zdobený rokaji a vyřezávanými postavami čtyř evangelistů, je krytý baldachýnem s figurkami andělů.
Interiér zdobí pozdně barokní obrazy z 18. století Panny Marie růžencové s patnácti scénami života Marie a Ježíše, obrazy sv. Dominika, sv. Kláry, sv. Jana Nepomuckého a sv. Jana Kanteho. Čtrnáct zastavení Křížové cesty z 18. století vytvořených v lidovém stylu, komplet lavic z 19. století nebo dva křišťálové lustry a jeden dřevěný (pravděpodobně z 18. století).